# Butan (plin)
Butan je alkanski ogljikovodik z molekulsko formulo C4H10. Je vnetljiv, brezbarven plin, ki ga je lahko utekočiniti, in se uporablja predvsem kot gorivo za plinske štedilnike, vžigalnike cigaret in plinske pečice.
Butan obstaja v dveh izomerih:
- n-butan je popolnoma hidrogenirana veriga štirih atomov ogljika: CH3CH2CH2CH3. Njegovo vrelišče je pri −0,6 °C, tališče pa pri −138,3 °C.

- i-butan, ali izobutan ima formulo CH3CH(CH3)2 in sistematsko ime 2-metilpropan. Vrelišče ima pri −0,5 °C, tališče pa pri −159,6 °C. Zaradi dandanašnjih skrbi zaradi zmanjševanja ozonske plasti, ki jo povzročajo freonski plini, se ti v zamrzovalnih sistemih vse bolj in bolj nadomeščajo z izobutanom, posebej v domačih hladilnikih in zamrzovalnikih. Kadar ga uporabljamo kot zamrzovalno sredstvo, je izobutan znan pod kodo R600a.

## Lastnosti
Plin je lahko vnetljiv, utekočinjenega plina se ne sme uživati. Je brezbarven utekočinjen plin z izrazitim vonjem. Plin ima vrelišče pri 15 0C, plamenišče pri 174 – 104 0C in vnetišče pri 366 0C. Stik s tekočino lahko povzroči poškodbe oči in ozebline. Vdihavanje lahko povzroči glavobol, slabost, bruhanje, vrtoglavico.
Na svetlobi se razgradi na CO2 in vodo.

## Toksikološki podatki
Vdihavanje aerosola lahko povzroči draženje nosu in zgornjih dihalnih poti, kar lahko povzroči glavobole, slabost, bruhanje, vrtoglavico, euforijo (ugodje), uspavanost, nezavest in zadušitev.
Dolgotrajno vdihavanje visokih koncentracij aerosola in hlapov lahko povzroči narkozo in smrt.